# TJ Sokol Babice u Rosic
TJ Sokol Babice u Rosic (celým názvem: Tělovýchovná jednota Sokol Babice u Rosic) je český fotbalový klub, který sídlí v Babicích u Rosic na Brněnsku v Jihomoravském kraji. Založen byl roku 1963. Klubovými barvami jsou modrá, červená a žlutá. Od sezóny 1999/00 nastupoval v nejnižší jihomoravské soutěži – IV. třídě okresu Brno-venkov (10. nejvyšší soutěž). V sezóně 2016/17 zaznamenal babický klub postup do III. třídy.

## Historické názvy
- 1963 – TJ Sokol Babice u Rosic (Tělovýchovná jednota Babice u Rosic)[1]

## Stručná historie kopané v Babicích u Rosic
Fotbalový oddíl byl založen v roce 1963.
Od svého založení se pohybuje výhradně v okresních soutěžích. Největším úspěchem klubu byl postup do III. třídy okresu Brno-venkov v sezónách 1996/97 a 2016/17. Naopak k nejhorším érám babického fotbalu patří léta 2004–2007, přičemž v sezóně 2011/12 situace vyústila v diskvalifikaci klubu a vyřazení ze soutěže kvůli třem neodehraným zápasům.
Comeback přišel hned v další sezóně, kde ale Sokol nasbíral pouze 11 bodů z šestadvaceti zápasů. 
Ale díky příchodu nového trenéra Vlastimila Krejčího a vlnou navrátilců a mladých hráčů z okolních větších týmů (TJ Baník Zbýšov, TJ Čechie Zastávka nebo FK Zbraslav) v letech 2014 až 2016, když přišel i například bývalý hráč tehdy divizní FC Dosty Bystrc Tomáš Geisler, se babický klub dokázal v sezóně 2016/2017 umístit na prvních příčkách tabulky a zajistil si tak postup do vyšší soutěže.
Hlavní ikonou Sokola je bývalý trenér a hráč František Berghauer, který se místnímu klubu věnuje téměř 50 let.
V Babicích u Rosic se každoročně koná zápas „Dolňáků“ proti „Horňákům“ zvaný „El Bábico“ (dolní a horní části obce). Babický tým odehrává každou sezónu minimálně jedno z místních "miniderby" proti okolním týmům jako například proti TJ Sokol Zakřany, TJ Oslavany nebo TJ Sokol Příbram na Moravě.
Fotbalové hřiště je umístěno ve spodní části obce a je zde přírodní trávník.

## Umístění v jednotlivých sezonách
Stručný přehled
Zdroj: 
- 2004–2005: Základní třída Brno-venkov – sk. C
- 2005–2007: Základní třída Brno-venkov – sk. B
- 2007–2011: Základní třída Brno-venkov – sk. C
- 2011–2012: bez soutěže
- 2012–2014: Základní třída Brno-venkov – sk. B
- 2014–2015: Základní třída Brno-venkov – sk. C
- 2015–2016: Základní třída Brno-venkov – sk. B
- 2016–2017: Základní třída Brno-venkov – sk. C
- 2017–2022: Okresní soutěž Brno-venkov – sk. B
- 2022–: Základní třída Brno-venkov – sk. C

Jednotlivé ročníky
Zdroj: 
Legenda: Z – zápasy, V – výhry, R – remízy, P – porážky, VG – vstřelené góly, OG – obdržené góly, +/− – rozdíl skóre, B – body, červené podbarvení – sestup, zelené podbarvení – postup, fialové podbarvení – reorganizace, změna skupiny či soutěže
| Česko (2004 – ) |                                                          |                                                          |                                                          |                                                          |                                                          |                                                          |                                                          |                                                          |                                                          |                                                          |                                                          |
| Sezóny          | Liga                                                     | Úroveň                                                   | Z                                                        | V                                                        | R                                                        | P                                                        | VG                                                       | OG                                                       | +/−                                                      | B                                                        | Pozice                                                   |
| 2004/05         | Základní třída Brno-venkov – sk. C                       | 10                                                       | 22                                                       | 4                                                        | 2                                                        | 16                                                       | 23                                                       | 69                                                       | −46                                                      | 14                                                       | 10.                                                      |
| 2005/06         | Základní třída Brno-venkov – sk. B                       | 10                                                       | 22                                                       | 4                                                        | 4                                                        | 14                                                       | 29                                                       | 82                                                       | −53                                                      | 16                                                       | 10.                                                      |
| 2006/07         | Základní třída Brno-venkov – sk. B                       | 10                                                       | 22                                                       | 2                                                        | 2                                                        | 18                                                       | 13                                                       | 73                                                       | −60                                                      | 8                                                        | 12.                                                      |
| 2007/08         | Základní třída Brno-venkov – sk. C                       | 10                                                       | 22                                                       | 5                                                        | 1                                                        | 16                                                       | 32                                                       | 91                                                       | −59                                                      | 16                                                       | 12.                                                      |
| 2008/09         | Základní třída Brno-venkov – sk. C                       | 10                                                       | 20                                                       | 7                                                        | 3                                                        | 10                                                       | 39                                                       | 63                                                       | −24                                                      | 24                                                       | 7.                                                       |
| 2009/10         | Základní třída Brno-venkov – sk. C                       | 10                                                       | 22                                                       | 8                                                        | 2                                                        | 12                                                       | 36                                                       | 54                                                       | −18                                                      | 26                                                       | 8.                                                       |
| 2010/11         | Základní třída Brno-venkov – sk. C                       | 10                                                       | 22                                                       | 7                                                        | 2                                                        | 13                                                       | 38                                                       | 67                                                       | −29                                                      | 23                                                       | 9.                                                       |
| 2011/12         | V této sezoně nebylo mužstvo přihlášeno v žádné soutěži. | V této sezoně nebylo mužstvo přihlášeno v žádné soutěži. | V této sezoně nebylo mužstvo přihlášeno v žádné soutěži. | V této sezoně nebylo mužstvo přihlášeno v žádné soutěži. | V této sezoně nebylo mužstvo přihlášeno v žádné soutěži. | V této sezoně nebylo mužstvo přihlášeno v žádné soutěži. | V této sezoně nebylo mužstvo přihlášeno v žádné soutěži. | V této sezoně nebylo mužstvo přihlášeno v žádné soutěži. | V této sezoně nebylo mužstvo přihlášeno v žádné soutěži. | V této sezoně nebylo mužstvo přihlášeno v žádné soutěži. | V této sezoně nebylo mužstvo přihlášeno v žádné soutěži. |
| 2012/13         | Základní třída Brno-venkov – sk. B                       | 10                                                       | 26                                                       | 3                                                        | 2                                                        | 21                                                       | 31                                                       | 106                                                      | −75                                                      | 11                                                       | 7.                                                       |
| 2013/14         | Základní třída Brno-venkov – sk. B                       | 10                                                       | 26                                                       | 12                                                       | 4                                                        | 10                                                       | 73                                                       | 54                                                       | +19                                                      | 40                                                       | 7.                                                       |
| 2014/15         | Základní třída Brno-venkov – sk. C                       | 10                                                       | 22                                                       | 8                                                        | 1                                                        | 13                                                       | 53                                                       | 65                                                       | −12                                                      | 25                                                       | 9.                                                       |
| 2015/16         | Základní třída Brno-venkov – sk. B                       | 10                                                       | 20                                                       | 13                                                       | 1                                                        | 6                                                        | 73                                                       | 36                                                       | +37                                                      | 40                                                       | 3.                                                       |
| 2016/17         | Základní třída Brno-venkov – sk. C                       | 10                                                       | 18                                                       | 13                                                       | 2                                                        | 3                                                        | 59                                                       | 28                                                       | +31                                                      | 41                                                       | 3.                                                       |
| 2017/18         | Okresní soutěž Brno-venkov – sk. B                       | 9                                                        | 26                                                       | 7                                                        | 6                                                        | 13                                                       | 37                                                       | 53                                                       | −16                                                      | 27                                                       | 11.                                                      |
| 2018/19         | Okresní soutěž Brno-venkov – sk. B                       | 9                                                        | 26                                                       | 14                                                       | 1                                                        | 11                                                       | 60                                                       | 54                                                       | +6                                                       | 43                                                       | 5.                                                       |
| 2019/20         | Okresní soutěž Brno-venkov – sk. B                       | 9                                                        | 13                                                       | 7                                                        | 2                                                        | 4                                                        | 35                                                       | 23                                                       | +12                                                      | 23                                                       | 5.                                                       |
| 2020/21         | Okresní soutěž Brno-venkov – sk. B                       | 9                                                        | 10                                                       | 0                                                        | 0                                                        | 10                                                       | 11                                                       | 59                                                       | -48                                                      | 0                                                        | 14.                                                      |
| 2021/22         | Okresní soutěž Brno-venkov – sk. B                       | 9                                                        | 24                                                       | 1                                                        | 1                                                        | 22                                                       | 36                                                       | 105                                                      | -69                                                      | 4                                                        | 13.                                                      |